# Old Dogs
Old Dogs ist ein Album von Anthony Braxton und Gerry Hemingway. Die am 1. und 2. August 2007 im Daltry Room der Wesleyan University, Connecticut entstandenen Aufnahmen erschienen 2010 auf vier CDs auf Brian Brandts Label Mode Avant.

## Hintergrund
Der Schlagzeuger Gerry Hemingway spielte elf Jahre lang, von 1983 bis 1994, im Anthony-Braxton-Quartett mit Marilyn Crispell und Mark Dresser. Dieses Album dokumentiert ihre erneute aufgezeichnete Zusammenarbeit nach zwölf Jahren. Jede der vier CDs enthält circa eine Stunde Improvisation der beiden Musiker, und jede dieser Improvisationen ist in Charakter und Instrumentierung sehr unterschiedlich. Anthony Braxton spielt Eb-Sopraninosaxophon, Bb-Sopransaxophon, Eb-Altsaxophon, C-Melody-Saxophon, Eb-Baritonsaxophon, Bb-Basssaxophon und Bb-Kontrabass-Saxophon, Gerry Hemingway Schlagzeug, Marimba, Vibraphon, Stahltrommeln, Holzblöcke, Sampling, Mundharmonika, Stimme und Perkussion.
Das Album ähnelt in der Form der 4-CD-Edition Anthony Braxton/Joe Morris – Four Improvisations (Duo) 2007, die 2008 bei Clean Feed Records erschienen war.

## Titelliste
- Gerry Hemingway & Anthony Braxton: Old Dogs 2007 (Mode Avant 9/12)[2]

1. Invention 8107AM 1:01:54
2. Invention 8107PM 59:31
3. Invention 8207AM 1:00:58
4. Invention 8207PM 1:01:44

Die Kompositionen stammen von Gerry Hemingway und Anthony Braxton.

## Rezeption

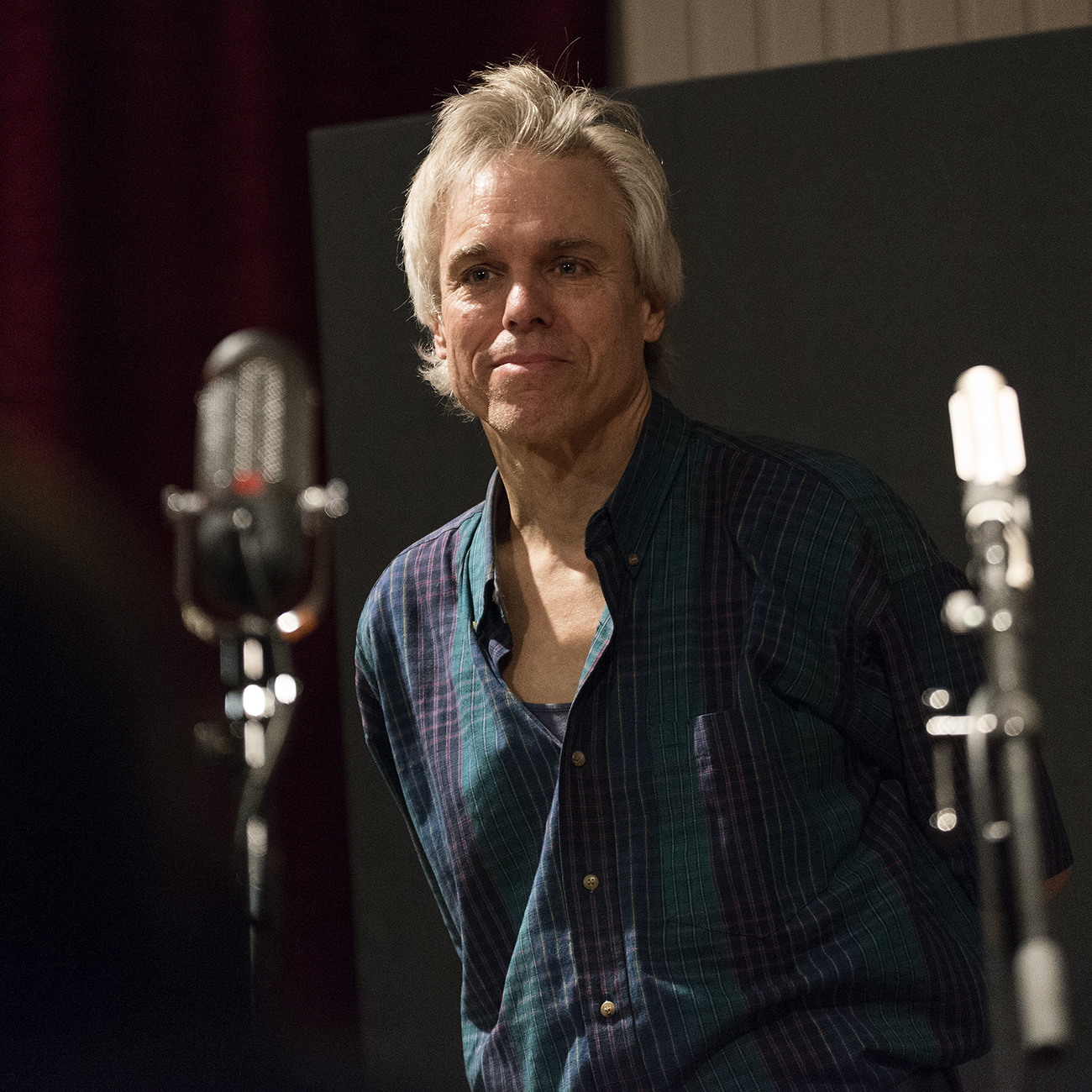
Gerry Hemingway im Loft, Köln 2015

Zum Glück würden die Veteranen auf diesen vier CDs in jedem Moment Frische und Einfallsreichtum einbringen und gleichzeitig lange, einheitliche Strukturen schaffen, schrieb Marc Medwin (Dusted). Braxton gelinge es in wenigen Minuten vom Flüstern über das bluesige Kreischen bis hin zum kehligen Knurren zu wechseln, und Hemingway folge normalerweise diesem Beispiel mit einer Folge härterer und weicherer Klangfarben auf dem Schlagzeug, Marimba, Vibraphon und der eingesetzten Elektronik. Die Tatsache, dass sie sich von einem solch eindringlichen Rückblick in eine wunderbar aktuelle und transparente Passage für Saxophon und Elektronik verwandeln können, zeige sowohl Vielfalt als auch organische Entwicklung auf höchstem Niveau.
Dies sei Musik im Augenblick, ohne Plan oder Projekt, aber dennoch voller Prozesse: Erkundungen der Klangfarben, schnelles Zusammenspiel, gemeinsames Schaffen und Verändern von Lautstärke und Stimmung, wechselnde Intensitäten, schrieb Stef Gijssels (Free Jazz Blog). Dies sei der Braxton, den der Autor bevorzugt: [ein Spiel] voller Freiheit, frei von seinen eigenen kompositorischen Tricks, experimentierfreudig und einfühlsam, dabei musikalisch interessant und fesselnd. Aber dies sei ebenso Hemingways Album wie Braxtons, auch wenn die sonstige Diskographie des Schlagzeugers eher auf komponierte Musik ausgerichtet sei, mit Ausnahme seiner Duette mit John Butcher. Auch hier sei er herausragend: vielseitig, gehaltvoll, sich selten wiederholend, unendlich erfinderisch.